# Thaï (chat)
Pour les articles homonymes, voir Thaï.
 (juillet 2009).
Si vous disposez d'ouvrages ou d'articles de référence ou si vous connaissez des sites web de qualité traitant du thème abordé ici, merci de compléter l'article en donnant les références utiles à sa vérifiabilité et en les liant à la section « Notes et références ».
Le chat Thaï est une race originaire de Thaïlande.. Autres noms: Chat Royal du Siam, chat des temples, Wichenmaat (langue thaï)..
Ce chat de taille moyenne est caractérisé par son physique de siamois traditionnel ou ancien type ("apple-head" siamese /siamois à tête ronde).
Les siamois actuels, dits "siamois orientaux", sont une évolution par sélection des siamois ancien type. Outre l'adjonction de caractéristiques morphologiques très marquées (tête triangulaire et aplatie, grandes oreilles, haut sur pattes), le but des sélections était d'éradiquer le strabisme et l'irrégularité des vertèbres de la queue, parfois constatés sur les chats ancien type.
Les amateurs du siamois des origines regrettent  la confusion créée par cette querelle dans les appellations, qui s'ajoute aux débats sur les robes (seal point, blue point, chocolate point, lilac point...).

## Origines
De nombreuses légendes racontent l'apparition du siamois. Parmi elles, celle relatée par George Cansdale dans Les animaux et les hommes : lors du voyage sur l'arche de Noé, un singe serait tombé amoureux d'une lionne. Ceci expliquerait la raison pour laquelle le siamois a l'agilité d'un singe et le courage d'une lionne[réf. nécessaire].
Dans leur pays d'origine, les chats siamois étaient vénérés en tant que gardiens de temples. Lorsqu'une personne de haut rang décédait, son âme était réincarnée dans le corps d'un chat. Ces chats étaient alors envoyés aux temples afin de finir leurs jours dans le luxe et l'opulence (fine nourriture dans des assiettes en or). Ils pouvaient alors avoir une certaine puissance et intercéder pour l'âme du défunt[réf. nécessaire].
La légende prétend que le siamois avait un léger strabisme à ses origines car il gardait férocement les trésors royaux du Siam et il les fixait avec une telle attention qu'il en louchait. La légende raconte aussi que la queue du siamois est affublée d'un nœud ou d'une cassure. Pour cause, les princesses royales accrochaient leurs anneaux autour de la queue du chat afin de ne pas les perdre pendant la baignade. Vérités ou légendes, les chats actuels ne peuvent présenter aucun strabisme ni aucun défaut de queue en exposition féline. Bien que tolérés dans les anciens standards de race, ces difformités sont aujourd'hui disqualificatives[réf. nécessaire].
En réalité, les premiers chats siamois connus furent importés du Royaume du Siam et montrés en exposition au Crystal Palace de Londres en 1871. Le wichien-maat, nom qu’il porte en Thaïlande, a connu un engouement auprès du public du début du XXe siècle jusqu’à la Seconde Guerre mondiale[réf. nécessaire].
Vers les années 1960, les silhouettes s'affinèrent à force de sélection, laissant choir le siamois traditionnel et donnant les formes élancées que l’on connait actuellement. La morphologie originelle s'est néanmoins perpétuée et a conservé les qualités ainsi que l’apparence du siamois ancien type. Le nom de siamois est resté, et ancré dorénavant aux formes nouvelles, longilignes et très sveltes. Il a donc fallu trouver un nom pour l'ancien siamois, aux formes plus arrondies et d'aspect plus trapu. Le nom de thaï lui a été donné, puisque originaire du Siam, aujourd’hui appelé Thaïlande (Terre des Thaïs)[réf. nécessaire].
En ce qui concerne le strabisme, il est fort probable qu'il ait effectivement mu des légendes. Ce strabisme est dû à la mutation colorpoint cs/cs, qui engendre une réduction de la myéline et de fait un moins bon transfert des afflux nerveux dans les zones dépigmentées, comme c'est le cas de l’œil bleu chez les chats colorpoint. Cet état est systématique, pour tous les chats colorpoint homozygotes cs/cs, quelle que soit leur race, y compris chez les chats de gouttière présentant ce caractère. Chez la plupart des sujets, le cerveau compense le manque d'information qui ne lui parvient pas. Dans le cas contraire, le strabisme est la traduction visible que le cerveau peine à combler ces manques.
Les clubs de race en France, affilié au LOOF sont EuroThaï et le Thaï Féline Club. Les clubs participent à l'élaboration du standard auprès du LOOF.

## Standards
Contrairement au siamois, le thaï est plus massif, plus rond. Il reste cependant un chat à l'allure athlétique.
Le corps est d'une façon générale bien musclé mais ne donne pas une impression de lourdeur. Les pattes sont fines et proportionnées au corps. Les pieds, de forme ovale, sont de taille moyenne. La queue s'affine sur la longueur et finit en arrondi mais elle ne doit pas être « en fouet » comme chez ses cousins orientaux.
Sa tête est triangulaire mais aux contours arrondis et aux joues rondes. De profil, le front et le crâne sont légèrement bombés. Les yeux sont ovales et placés légèrement de biais. Ils doivent toujours être du bleu le plus intense possible. Il y a souvent un problème de strabisme parmi ces races, mais cela est considéré comme un défaut.
Les oreilles, de taille moyenne, sont placées assez bas, elles sont larges à leur base et leur extrémité est arrondie.
La fourrure est courte et près du corps. Au toucher, le poil est très doux et dense. Le seul patron autorisé est le colourpoint. Toutes les couleurs sont acceptées mais les plus courantes sont le seal point, le bleu point, le chocolate point et le lilas point. Il existe également des sujets tabby.
En France, aucun mariage avec une autre race n'est autorisé. La TICA en revanche, autorise le mariage avec des siamois.
Le standard actuel est celui mis en application par le LOOF le 1er janvier 2013, prenant en compte les modifications apportées par le club de race EuroThaï.

## Caractère
"Chat des princes et prince des chats", le Thaï est identique au siamois. Ce n'est pas un chat tranquille: expressif, bavard, joueur, intelligent et comédien, catalogué parfois comme « chat-chien », il peut pourtant être promené en laisse. Affectueux et exigeant avec ses proches, il émet des miaulements sonores et modulés, épousant ses humeurs changeantes. La distance, souvent affichée vis-à-vis des étrangers, y compris dans la phase d'apprivoisement par le "maître", contraste avec le côté envahissant observé par la suite. Son goût pour le jeu se traduit par des comportements de surexcitation, parfois spectaculaires. Le caractère de chaque individu reste cependant fonction du vécu, du sevrage et  de la socialisation.
À signaler le risque d'hyper-attachement touchant cette race en particulier, lorsque l'attention de l'animal se porte quasi-exclusivement vers les humains de son entourage. Bien que pouvant s'habituer à des absences, s'il est privé de stimuli (accès à l'extérieur, activité de prédation) et d'interactions avec d'autres animaux, le Thaï peut développer une dépendance affective envers les personnes qui en ont la garde. Un syndrome anxieux d'abandon, à ne pas mésestimer, peut en résulter : abattement, refus de nourriture, lèchage compulsif.
Pour pallier ce risque, il est conseillé d'élever les chats Thaï avec d'autres congénères ou animaux ou d'assurer une présence quasi-continue aux chats élevés seuls et privés d'accès à l'extérieur.

## Galerie

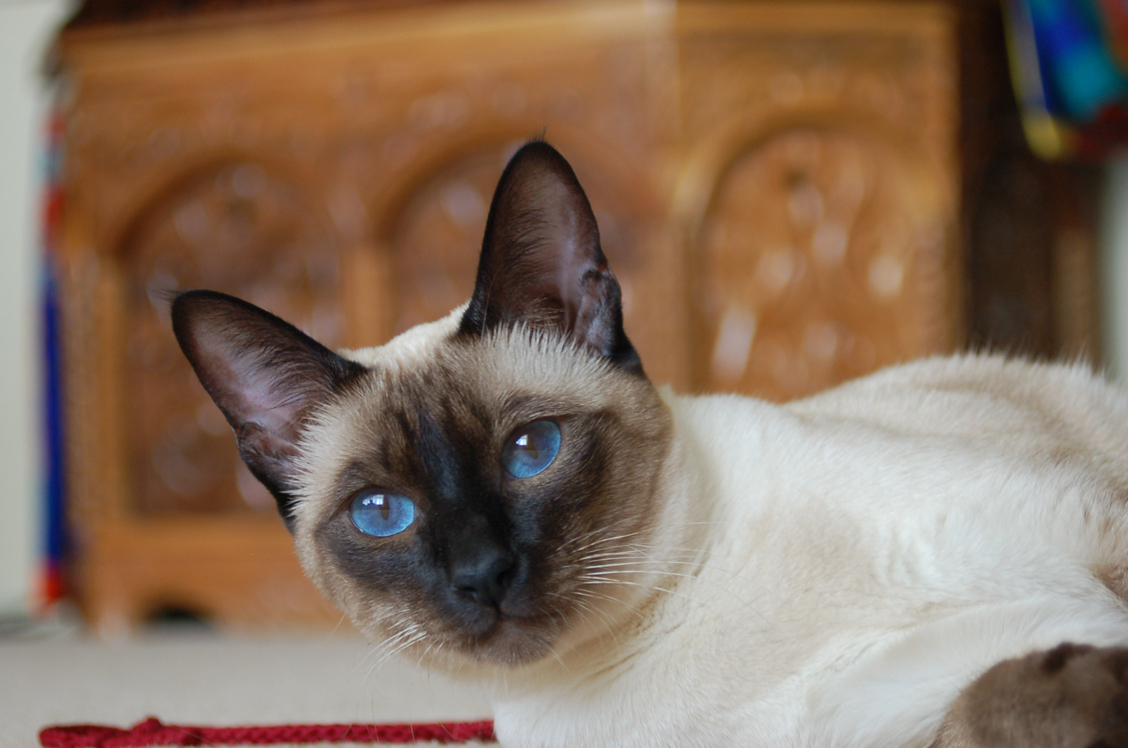
Thaï seal point
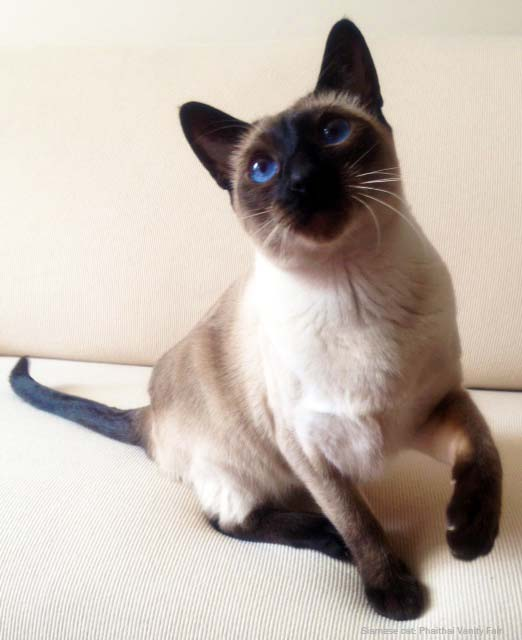
Thaï (Old Style Siamese) seal point
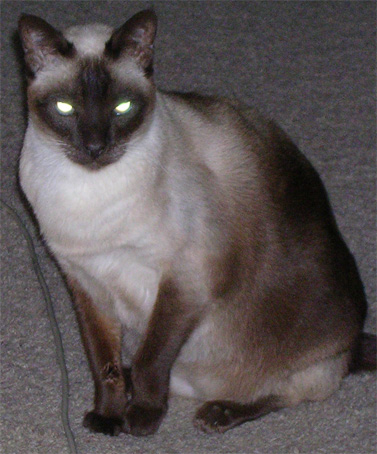
Thaï seal point
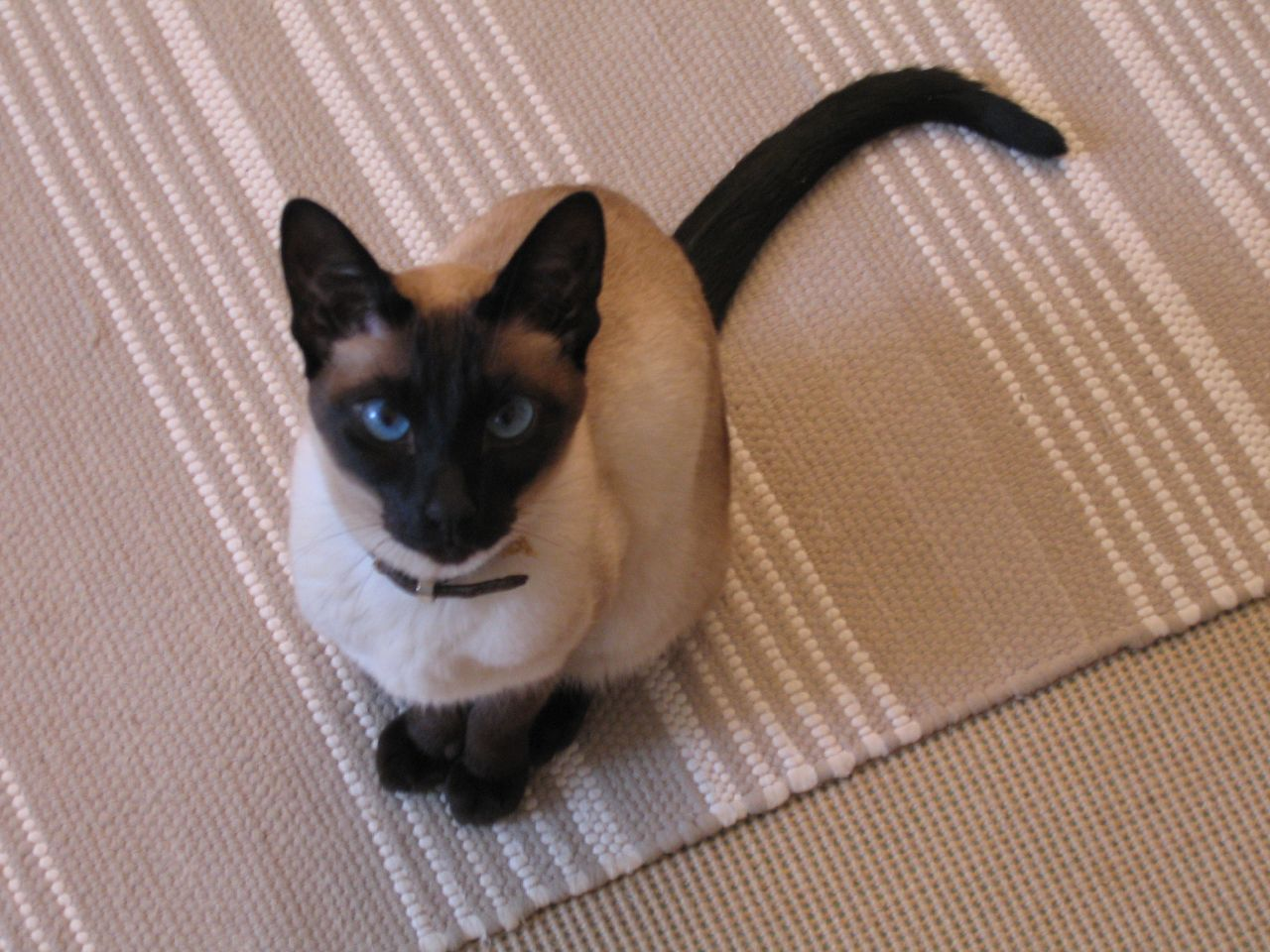
Thaï seal point
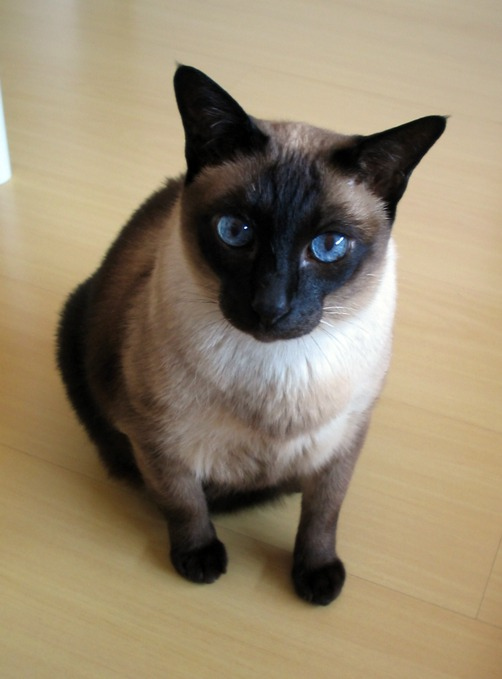
Thaï seal point

Une liste de personnalités s'étant fait surprendre  aux côtés d'un chat siamois Thaï (voir www.pinterest.com) :
Charles Chaplin, Jean Cocteau, Ava Gardner, Élizabeth Taylor, George Harrison, Errol Flynn, Clint Eastwood, Syd Barrett, Rod Stewart, Paul Newman, Jimmy Carter, James Mason,  Monica Vitti, Georges Brassens, Jane Mansfield, John Lennon, Claudia Cardinale, Kim Novak, Anthony Perkins, James Dean, Clark Gable, Peter Lorre, Jean-Pierre Melville, Georges Braque, Carla Bruni, Jane Fonda, Fred Astaire, Jean Simmons, Ursula Andress, Marlène Dietrich, Woody Allen, Jacqueline Bisset, Laurence Olivier, Michèle Morgan, Indira Gandhi, Vivien Leigh, Thelonious Monk, Olivia de Havilland, Sophia Loren, Isabelle Huppert, James Stewart, Françoise Arnoul, Debbie Harry, Jean-Michel Basquiat, Andy Warhol, Dirk Bogarde, Anna Magnani, Lena Horne, Carole Lombard, Anita Ekberg, Anouk Aimée, Man Ray, Jacques Brel, Cary Grant, Marilyn Monroe, Pablo Picasso, (à suivre)

### Sources
- Site du LOOF
- (en) Site de la TICA